# Спаркс (Тексас)
Спаркс (енгл. Sparks) насељено је место без административног статуса у америчкој савезној држави Тексас.

## Демографија
По попису из 2010. године број становника је 4.529, што је 1.555 (52,3%) становника више него 2000. године.
| Група             | 2000.         | 2010.         |
| Белци             | 14 (0,5%)     | 13 (0,3%)     |
| Афроамериканци    | 0 (0,0%)      | 6 (0,1%)      |
| Азијати           | 5 (0,2%)      | 6 (0,1%)      |
| Хиспаноамериканци | 2.958 (99,5%) | 4.488 (99,1%) |
| Укупно            | 2.974         | 4.529         |